# Stadtbrand in Prag 1541

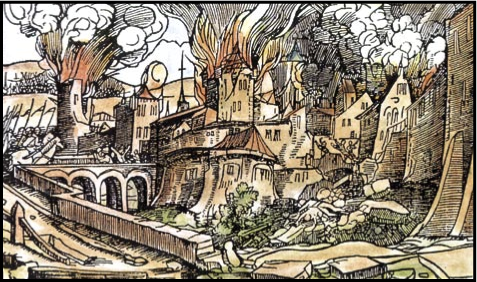
Brand auf der Prager Burg 1541. Zeitgenössische Illustration, Blick über den Hirschgraben zur Pulverbrücke (Prašný most).

Der Stadtbrand in Prag 1541 war einer der verheerendsten Brände in der Geschichte der tschechischen Hauptstadt. Das Feuer brach am Kleinseitner Ring aus und verwüstete die Stadtteile auf der linken Moldauseite, die Kleinseite und den Hradschin sowie die Prager Burg. Aus städtebaulicher Sicht wird der Brand heute auch positiv bewertet. Er war ein wichtiger Meilenstein in der Stadtentwicklung und beschleunigte den Umbau der mittelalterlichen Stadt mit überwiegend gotischer Bebauung im neuen Stil der Renaissance.

## Ausbruch des Brandes

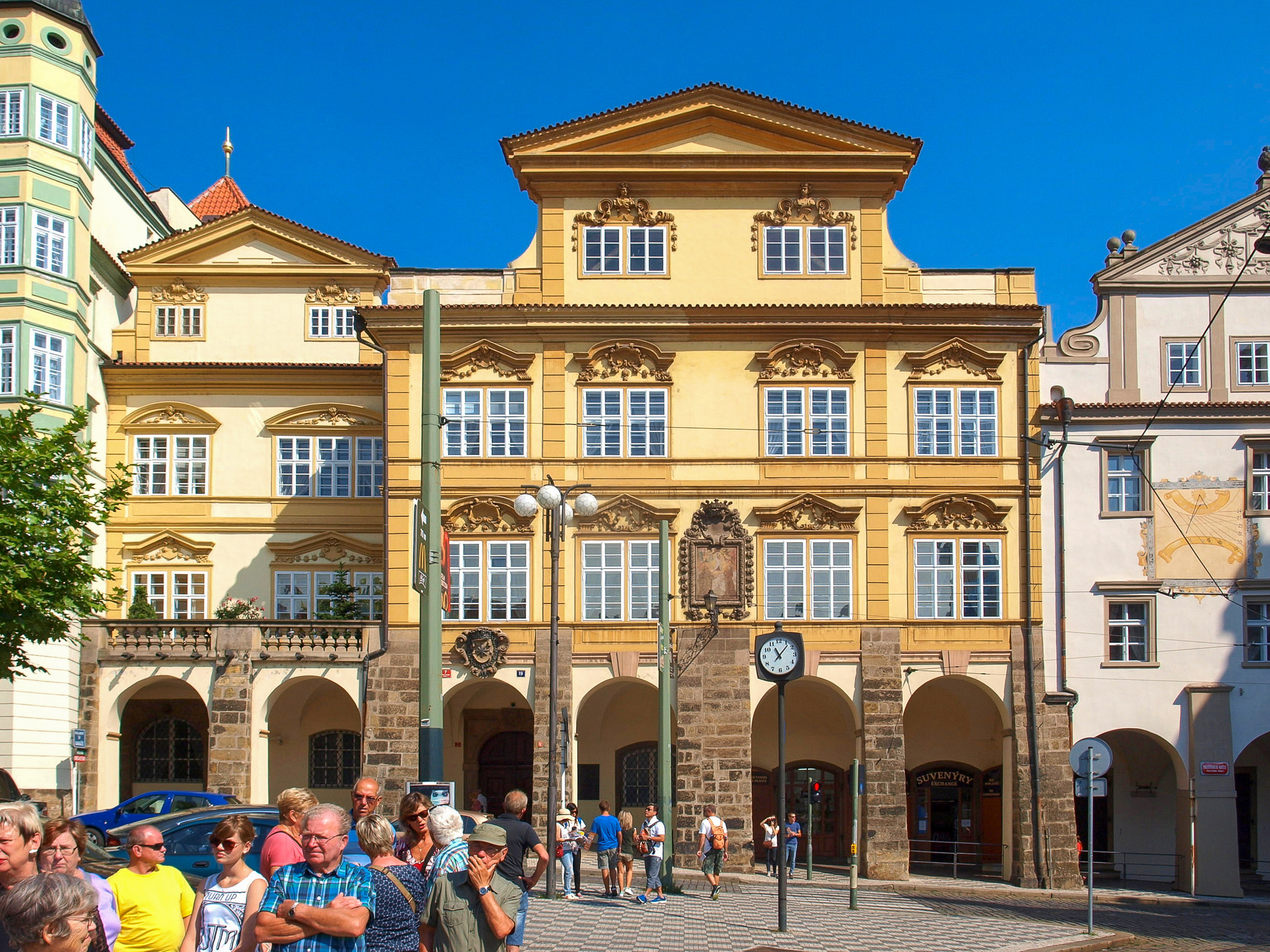
Das zurückgesetzte Haus links ist Na Baště (An der Bastion), in dem das Feuer ausbrach.

Der ausführlichste Bericht über den Brand und das Ausmaß der Schäden stammt von dem zeitgenössischen Chronisten Václav Hájek z Libočan. Er gab diesen Bericht noch im Jahr 1541 heraus und widmete ihn dem höchsten Beamten des Königreichs Böhmen, Zdislav Berka von Dubá, um ihn über Ursachen, Verlauf und Folgen des Brandes – den er für eine „Gottesstrafe“ hielt – zu informieren. Ausdrücklich erwähnte er, dass neben Menschenleben und Eigentum auch Grundbücher und andere wichtige Dokumente des Königreichs vernichtet wurden.
Das Feuer brach am Nachmittag des 2. Juni 1541 auf dem Kleinseitner Ring im Na Baště (An der Bastion) genannten Haus aus, das Ludvík von Gutštejn gehörte. Heute ist es das Haus Nr. 7, zwischen dem Palais Smiřický und dem Palais Šternberg. Laut Hájek herrschte damals eine lange und große Trockenheit und Hitze. Die ersten, die das Feuer bemerkten, waren Dachdecker auf dem benachbarten Kleinseitner Rathaus. Sie liefen los, um die Bediensteten im Haus zu alarmieren, doch auch mit vereinten Kräften gelang es nicht, das Feuer zu löschen. Auf der Kleinseite gab es damals viele Holzhäuser, direkt neben dem Haus Na Baště stand eine Scheune voller Heu und Stroh. Das Feuer griff schnell auf die Nachbarhäuser über, breitete sich, vom Wind unterstützt, rasch nach Norden und Westen aus und erreichte bald auch die Prager Burg.
Ein weiterer, aber später verfasster Bericht stammt von Mikuláš Dačický z Heslova. In seiner Chronik Paměti (Erinnerungen) schreibt er, dass die Prager Burg am 2. Juni 1541 vollständig niederbrannte. Alle Kirchen verbrannten, die Glocken schmolzen, die Gräber der Heiligen und andere Kostbarkeiten, die Landtafeln und alle Gebäude auf der Burg mit Ausnahme des Schwarzen Turms und der Daliborka verbrannten. Auf dem Hradschin brannten nach seinem Bericht bis auf sieben Häuser alle Gebäude nieder, auf der Kleinseite blieb kaum ein Drittel stehen.
Der Historiker Cyril Merhout erwähnt ein Lied, das damals in Prag kursierte (frei übersetzt):

„Gott hat der Kleinseite für ihre Sünden einen furchtbaren Schlag versetzt,

er traf auch die Burg, vom Hradschin blieb wenig übrig …

Viele rannten durch die Burg, sprangen durch die Flammen,

konnten sich nirgends verstecken, mussten von den Mauern springen …“

## Schäden

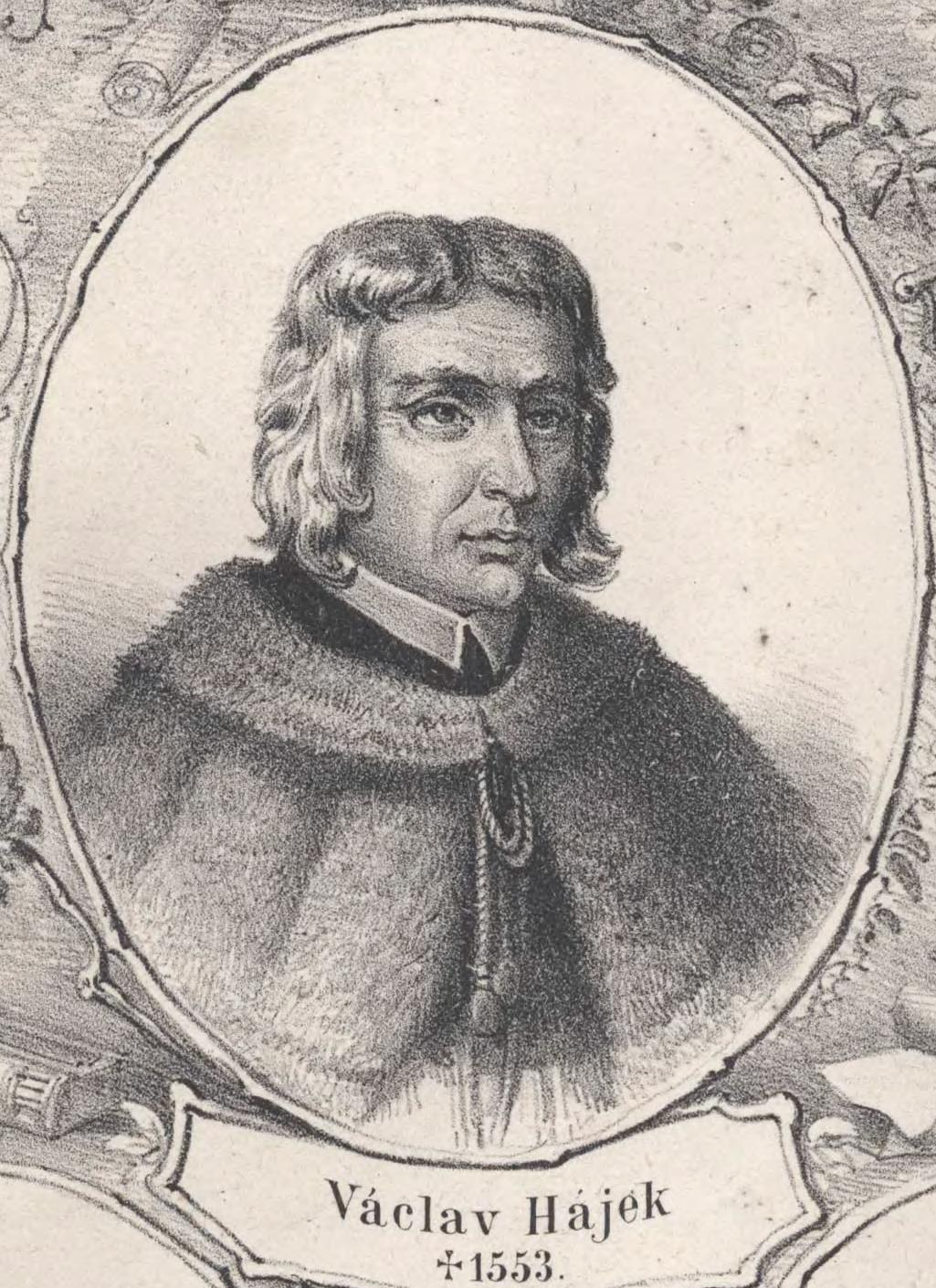
Václav Hájek z Libočan hat einen ausführlichen Bericht über den Brand verfasst (Phantasieporträt aus den 1860er Jahren).

Laut Hájek zerstörte der Brand auf der Kleinseite 133 Häuser, nur 78 Häuser blieben verschont. Die verschonten Häuser befanden sich vor allem an der Süd- und Ostseite des Kleinseitner Rings. Der Stadtteil Hradschin brannte nach seinem Bericht völlig nieder, hier wurden 42 Häuser zerstört. Da an diesem Tag der Wind von Süden wehte, sprangen die Flammen nicht auf das rechte Moldauufer über, so dass die Altstadt und die Neustadt verschont blieben.
Auch die Prager Burg brannte laut Hájek bis auf den Schwarzen Turm und die Daliborka nieder. Der Veitsdom und der Königspalast wie auch die Allerheiligenkapelle wurden schwer beschädigt. Das Gewölbe der Allerheiligenkapelle stürzte ein, der unvollendete Westteil des Veitsdoms wurde zerstört, während der Chor erhalten blieb, der Dachstuhl brannte aus, die Glocken fielen herunter und schmolzen, die Orgel verbrannte. Im Königspalast wurden die königlichen Gemächer, der Landtagssaal, der erst kurz vorher fertiggestellte Vladislavsaal und der Ludwigsflügel zerstört, im Vladislavsaal blieb nur das Gewölbe stehen. Das Kloster St. Georg mit der angrenzenden Basilika, der Burggrafenpalast, der Turm Mihulka und der Weiße Turm wurden ebenfalls zerstört, die Holzbrücke über den Hirschgraben, die die Burg mit dem Königlichen Garten verband, verbrannte.
Das Feuer vernichtete auch das Archiv der Landtafeln im Keller des Königspalastes. Die Landtafeln waren die Grundbücher des böhmischen Adels und damit grundlegende Dokumente der Rechts- und Eigentumssicherung. Bereits im Dezember 1541 beschloss der Landtag, ein neues Archiv einzurichten und die Landtafeln auf der Grundlage von Zeugenaussagen zu rekonstruieren. Für das neue Archiv wurde im Königspalast der Saal der Neuen Landtafeln eingerichtet.
Hájek trug auch Informationen über die Todesopfer zusammen. Er gab an, wo die Menschen wohnten und wo sie gefunden wurden, von jedem Opfer nannte er zumindest den Namen oder den Beruf. Seinem Bericht zufolge starben insgesamt 52 Menschen. Auf der Kleinseite waren es 23 Menschen, auf der Prager Burg 23 und auf dem Hradschin 6. Zwei beschrieb Hájek als verkrüppelt, aber am Leben. Die meisten Todesopfer waren Bedienstete und Kinder.

## Wiederaufbau nach dem Brand
Der Brand hinterließ auf der Kleinseite, auf dem Hradschin und der Burg immense Schäden und hatte massive Auswirkungen auf die weitere Stadtentwicklung. Da sich die meisten Bürger den kostspieligen Wiederaufbau nicht leisten konnten, blieben die Brandstätten zum großen Teil noch viele Jahre bestehen. Häufig kauften wohlhabende Adelige den Bürgern das Land ab, legten mehrere benachbarte Grundstücke zusammen und errichteten darauf ihre Renaissancepaläste. Aus städtebaulicher Sicht wird die Brandkatastrophe heute auch positiv bewertet, da sie den Umbau der mittelalterlichen Stadt im Stil der Renaissance beschleunigte.
Die Renaissance hatte Prag bereits vor dem Brand erreicht, nachdem Ferdinand I. den böhmischen Thron bestiegen hatte. Das erste Renaissancegebäude in Prag war das Lusthaus der Königin Anna im Königlichen Garten, das von dem italienischen Architekten Paolo della Stella entworfen wurde. Doch erst die großflächige Zerstörung der mittelalterlichen gotischen Bebauung schuf einen breiteren Raum für die Anwendung der neuen Renaissancearchitektur und veränderte damit das Gesicht der Stadt. Nach dem Brand wurde links der Moldau intensiv gebaut, und mit Aussicht auf gute Gewinne kamen auch ausländische, vor allem italienische Bauunternehmer nach Prag. Sie gründeten hier eine kleine Kolonie, an die heute noch die Straße Vlašská auf der Kleinseite erinnert.

### Kleinseite
Die Kleinseite veränderte sich nach dem Brand stark. Auf den leeren Grundstücken wurden die neuen Häuser nicht im ursprünglichen gotischen Stil, sondern im modernen Renaissancestil errichtet. Viele Besitzer entschieden sich dafür, die Fassaden ihrer neuen Häuser zur Straße oder zum Platz hin zu öffnen, und schufen schöne Arkaden, die z. B. an der Südseite des Kleinseitner Rings erhalten geblieben sind. Der Wiederaufbau der Kleinseite dauerte bis in die 1560er Jahre. Der Baufortschritt ist auf dem sogenannten Vratislav-Prospekt (Holzschnitt) aus dem Jahre 1562 zu sehen. Diese sehr sorgfältig gezeichnete Vedute zeigt die Bebauung der Kleinseite und teilweise auch des Hradschin und der Burg. Man sieht, dass zu dieser Zeit die meisten Häuser auf der Kleinseite wiederaufgebaut waren, erkennt aber auch noch unbebaute Grundstücke und einige offene Dächer.
Der Besitzer des Hauses Na Baště, in dem das Feuer ausbrach, wurde ein Jahr später ermordet. Das Haus galt lange Zeit als verflucht und die Kleinseitner beschlossen, dass es nie wieder an einen Adeligen oder Ritter verkauft werden sollte. Das wurde nicht eingehalten. Zu Beginn des 18. Jahrhunderts wurde hier das Palais Sternberg aus zwei benachbarten Häusern errichtet, eines davon war das Haus Na Baště. Dieses Haus ist noch heute in der Bebauung sichtbar – seine Fassade ist als Zeichen der Schande von der Straßenfront zurückgesetzt.

### Hradschin
Auch der Hradschin erfuhr grundlegende Veränderungen. Schon vor dem Brand wurde deutlich, dass die relativ kleine Fläche der Prager Burg für die Bedürfnisse des königlichen Hofes und des mit der Kathedrale verbundenen Klerus nicht ausreichte und dass die am Hof tätigen Beamten, Diener und Geistlichen am besten in der Nähe der Burg angesiedelt werden sollten. Der Brand beschleunigte und erleichterte diesen Prozess. Die abgebrannten Häuser in der Nähe der Burg gelangten schnell in die Hände einflussreicher böhmischer Adelsfamilien, die ein großes Interesse daran hatten, ihre prächtigen Renaissancepaläste in der Nähe des Herrschersitzes zu errichten. Oft kauften sie mehrere benachbarte Grundstücke auf, um größere Gebäude errichten zu können. So wurde nach dem Brand der gesamte Hradschiner Platz neugestaltet und Hradschin entwickelte sich zu einem Residenzviertel der Aristokratie, des Klerus und der hohen Beamtenschaft. Auf dem Hradschiner Platz wurde z. B. in den 1560er Jahren auf dem Bauplatz von sieben ehemaligen Häusern das Palais Lobkowicz (heute Palais Schwarzenberg) und in den 1570er Jahren auf dem Bauplatz von acht ehemaligen Häusern das Palais Griespek (heute Erzbischöfliches Palais) im Renaissancestil errichtet.
Die Bauarbeiten auf der Burg erstreckten sich über die gesamte Regierungszeit Ferdinands I. und Maximilians II. und bis in die ersten Regierungsjahre Rudolfs II. Bereits in den 1540er Jahren wurden die Burgbefestigung und die Brücke zum Königlichen Garten erneuert, gleichzeitig wurden unter der Leitung von Paolo della Stella der Vladislavsaal und der Dachstuhl des Veitsdoms repariert. Unter der Leitung von Hans Tirol wurden in den 1550er Jahren der Weiße Turm und die königlichen Gemächer im Königspalast wiederhergestellt. Unter der Leitung von Bonifaz Wohlmut wurden dann im Königspalast der Neue Landtagssaal gebaut und die Arbeiten am Veitsdom fortgesetzt. Auf der Burg wurden in den 1550er Jahren das Palais Pernstein (heute Palais Lobkowicz) und in den 1560er Jahren das Palais Rosenberg (heute Theresianisches Adeliges Damenstift) im Renaissancestil errichtet.

### Brandschutzmaßnahmen
Der Brand veranlasste die Stadtverwaltung, sich verstärkt um den Brandschutz zu kümmern. Da der seit 1505 bestehende kleine Wasserturm auf der Kleinseite nicht ausreichte, wurde 1562 mit dem Bau eines größeren und höheren Turmes begonnen. Auf dem Turm der St.-Nikolaus-Kirche wurden Turmwächter eingesetzt, die nach Bränden in der Umgebung Ausschau halten sollten. Dieser Dienst wurde erst im Jahr 1892 eingestellt. Der Brand hatte auch einige Veränderungen in der Bauweise und Anordnung der Häuser zur Folge. So wurde z. B. beim Bau der Häuser auf der Kampa und in der Lužická-Straße verfügt, dass zwischen den Häusern schmale Gassen zur Moldau hin vorhanden sein mussten, die nicht verbaut oder versperrt werden durften. Diese Gassen sind zum Teil bis heute erhalten. Im Jahr 1654 wurde die erste Feuerspritze gebaut. Bis 1854 gab es nur auf der Kleinseite eine Feuerwehr, danach wurde sie in die Prager Altstadt verlegt.